# Інглвуд (Нью-Джерсі)
Інґлвуд (англ. Englewood) — місто (англ. city) в США, в окрузі Берген штату Нью-Джерсі. Населення — 29 308 осіб (2020).

## Географія
Інглвуд розташований за координатами 40°53′28″ пн. ш. 73°58′21″ зх. д. / 40.89111° пн. ш. 73.97250° зх. д. (40.891197, -73.972515).  За даними Бюро перепису населення США в 2010 році місто мало площу 12,79 км², з яких 12,73 км² — суходіл та 0,06 км² — водойми.

## Демографія
Згідно з переписом 2010 року, у місті мешкало 27 147 осіб у 10 057 домогосподарствах у складі 6787 родин. Було 10695 помешкань
Расовий склад населення:
| - 45,3 % — білих - 32,6 % — чорних або афроамериканців - 8,1 % — азіатів - 0,5 % — корінних американців - 9,7 % — осіб інших рас |

До двох чи більше рас належало 3,7 %. Частка іспаномовних становила 27,5 % від усіх жителів.
За віковим діапазоном населення розподілялося таким чином: 22,2 % — особи молодші 18 років, 63,6 % — особи у віці 18—64 років, 14,2 % — особи у віці 65 років та старші. Медіана віку мешканця становила 38,9 року. На 100 осіб жіночої статі у місті припадало 90,0 чоловіків;  на 100 жінок у віці від 18 років та старших — 86,3 чоловіків також старших 18 років.
Середній дохід на одне домашнє господарство  становив 117 733 долари США (медіана — 75 074), а середній дохід на одну сім'ю — 133 364 долари (медіана — 86 994). Медіана доходів становила 55 563 долари для чоловіків та 58 315 доларів для жінок. За межею бідності перебувало 11,5 % осіб, у тому числі 18,0 % дітей у віці до 18 років та 6,5 % осіб у віці 65 років та старших.
Цивільне працевлаштоване населення становило 14 352 особи. Основні галузі зайнятості: освіта, охорона здоров'я та соціальна допомога — 27,3 %, роздрібна торгівля — 13,3 %, науковці, спеціалісти, менеджери — 12,8 %.

## Відомі люди

### Народилися
- Джон Траволта (н. 1954) — американський актор.
- Скотт Гарретт (* 1959) — американський політик.
- Ед Гарріс (н. 1950) — американський актор.
- Дік Баттон (н. 1929) — американський фігурист, дворазовий олімпійський чемпіон з фігурного катання.
- Девід Семюел Коен (н. 1966) — американський сценарист, автор сценаріїв до мультсеріалів «Сімпсони» та «Футурама».
- Барбара Парті (н. 1940) — американський лінгвіст.
- Гоуп Девіс (*1964) — американська акторка кіно, театру та телебачення.

### Померли
- Діззі Гіллеспі (1917–1993) — американський музикант, родоначальник сучасного джазу.
- Джон Фідлер (1925–2005) — американський актор кіно, театру, телебачення та озвучування.